# Giorgia Boni
Giorgia Boni (Torino, 26 novembre 1999) è un'attrice, cantante e modella italiana.

## Biografia
Giorgia Boni è nata il 26 novembre 1999 a Torino, da madre Stefania Boni e da padre Lorenzo Boni, e ha una sorella che si chiama Chiara.

### Carriera
Giorgia Boni si è diplomata presso il liceo linguistico Vittoria di Torino. Nel 2013 ha frequentato la scuola di canto, recitazione, danza e musical presso la Gypsy Musical Academy di Torino, ha seguito gli insegnanti di recitazione e dizione di Alessandro Marrapodi, Margherita Fumero, Eugenio Gradabosco, e nello stesso tempo ha seguito corsi di canto impartiti da Umberto Noto e Giovanni Maria Lori. Nel 2014 ha ottenuto il master in musical d’eccellenza (MME), organizzato dal maestro Giovanni Maria Lori e promosso dalla Gypsy Musical Academy di Torino con i docenti Luca Pitteri, Rossana Casale, Christian Ginepro, Dora Romano e Manuel Frattini.
Nel 2013 ha recitato nella seconda stagione della serie Fuoriclasse. L'anno successivo, nel 2014, ha vinto il premio della critica Rossana Casale nella categoria canto.
Nel 2016 ha interpretato il ruolo di Girl nella serie Non uccidere. Nello stesso anno ha interpretato il ruolo di Gea Gargiulo nell'episodio Il mio vicino del piano di sopra della serie televisiva Purché finisca bene. Sempre nel 2016 ha rilasciato l'album Come le star della serie Maggie & Bianca Fashion Friends. L'anno successivo, nel 2017 ha rilasciato l'album Hands Up della serie Maggie & Bianca Fashion Friends.
Nel 2016 e nel 2017 ha interpretato il ruolo di Bianca Lussi nella serie Maggie & Bianca Fashion Friends. Nel 2017 ha recitato nel film Quando sarò bambino diretto da Edoardo Palma. L'anno successivo, nel 2018, ha vinto il premio Working Woman Award. Nello stesso anno ha pubblicato il suo primo singolo I'm Yours. Nel 2020 ha pubblicato i suoi singoli Faded, Stolen Dance e Vieni qui, dai.
Nel 2020 e nel 2021 ha ricoperto il ruolo di Barbara Caputo nella miniserie Fratelli Caputo. Nel 2021 ha recitato nella serie di Rai Gulp Radio Teen. Nello stesso anno è stata una delle commentatrici del Junior Eurovision Song Contest, insieme a Mario Acampa e Marta Viola.

## Filmografia

### Cinema
- Quando sarò bambino, regia di Edoardo Palma (2017)

### Televisione
- Fuoriclasse 2 – serie TV (2013)
- Non uccidere – serie TV (2016)
- Purché finisca bene, regia di Fabrizio Costa – film TV, episodio 6 (2016)
- Maggie & Bianca Fashion Friends – serie TV (2016-2017)
- Fratelli Caputo – miniserie TV, 4 episodi (2020-2021)
- Radio Teen – serie TV, 26 episodi (2021)

## Teatro
- Maggie & Bianca Live Tour (2017-2018)
- Maggie & Bianca Insieme Live Tour (2018-2019)

## Programmi televisivi
- Junior Eurovision Song Contest (2021) – Commentatrice

## Discografia

### Singoli
- 2018 – I'm Yours
- 2020 – Faded
- 2020 – Stolen Dance
- 2020 – Vieni qui, dai

### Album
- 2016 – Come le star
- 2017 – Hands Up

## Riconoscimenti
- 2014 – Premio della critica Rossana Casale per Canto
- 2018 – Premio Working Woman Award